# Pure Divine
Pure Divine var ett modernt dansband, som startades av Macke Persson (trummor) och Lotten Hansson (sång) i Uppsala 2008, men då under namnet Divine. Första spelningen gjordes på en bygdegård utanför Uppsala i januari 2009, innan bandet började spela på flera större dansbanor runt om i Sverige.
Sommaren 2010 annonserades det att Divine skulle vara med som tävlande band i SVT:s Dansbandskampen, och efter en konflikt med Operatrion Divine ändrade dansbandet sitt namn till "Pure Divine".
Bandet deltog i Dansbandskampen, men i fjärde deltävlingen åkte de ut efter att ha framfört Magnus Ugglas Efterfest (andra framträdandet innehöll Jason Mraz's I'm Yours, Barbados Kom hem och The Arks The Worrying Kind.
Hösten 2011 byttes tre av medlemmarna ut och Andreas Nycander tillkom på gitarr och sång, Daniel Andersen på keyboards och Kristoffer Järleby på bas. Strax därefter meddelades även att gruppens debutalbum, En man just för mig!, skulle släppas i butik i februari 2012 på svenska skivbolaget Atenzia Records. 2013 lades bandet ner.

## Medlemmar
- Lotten Hansson, sång
- Macke Persson, trummor
- Andreas Nycander, gitarr och sång
- Daniel Andersen, keyboards
- Kristoffer Järleby, bas

## Diskografi

### Album
| Titel                | Släppår |
| -------------------- | ------- |
| En man just för mig! | 2012    |

### Fotnoter
1. ↑  ”Pure Divine ute ur Dansbandskampen”. Svenska Dagbladet Kultur. 7 november 2010. http://www.svd.se/kultur/pure-divine-ute-ur-dansbandskampen_5635465.svd. Läst 29 april 2012.